# Manfred Spieker
Manfred Spieker (* 4. abril de 1943 em Munique ) é um cientista social alemão e professor emérito de Ciências Sociais Cristãs na Universidade de Osnabrück.

## Vida
Manfred Spieker estudou ciência política, filosofia e história em Freiburg im Breisgau, Berlim e Munique, onde obteve seu doutorado como aluno acadêmico do cientista político Hans Maier. De 1972 a 1982 foi assistente de pesquisa no Instituto de Pesquisa em Ciência Política e Questões Europeias da Universidade de Colônia. Em 1982, ele se habilitou em ciência política na Faculdade de Economia e Ciências Sociais da Universidade de Colônia. Em 1983 foi nomeado Professor de Ciências Sociais Cristãs no Instituto de Teologia Católica da Universidade de Osnabrück.
Spieker, que é atribuído à organização leiga católica Opus Dei, foi desde 1985 - juntamente com Hans Maier, Heinrich Oberreuter e Otto B. Roegele, que também era próximo do Opus Dei - editor das publicações de ciência política e da comunicação da a Sociedade Görres (até 2014 32 volumes). Spieker foi o fundador e chefe das negociações de paz de Osnabrück (1984-1992). De 1995 a 2001, ele também atuou como observador da Santa Sé no Comitê Diretor de Política Social do Conselho da Europa e nas Conferências de Ministros para Assuntos Sociais do Conselho da Europa. Em 2002 foi co-fundador da Joseph Höffner Society. De 2002 a 2007 foi Presidente da Association Internationale pour l'Enseignement Social Chrétien (AIESC). Em 2012 foi nomeado pelo Papa Bento XVI. nomeado Consultor do Pontifício Conselho Justitia et Pax. Ele é membro do conselho consultivo científico do Instituto Alemão para a Juventude e Sociedade e no conselho consultivo da Associação de Famílias Grandes da Alemanha.
Ele também escreve na revista cristã conservadora Die NeueOrder, entre outras. Ele é um apoiador e palestrante do chamado " Demo für Alle ".
Spieker foi membro da CDU por 43 anos. Ele deixou a CDU em julho de 2017 após a resolução do Bundestag sobre " casamento para todos ". Em sua justificativa, ele chamou o comportamento de Angela Merkel nesse contexto de "intolerável". Em um ensaio de 2010, ele já havia classificado a igualdade entre as uniões civis do mesmo sexo e o casamento como “cega de geração e hostil à vida”. Em março de 2021, em um artigo convidado para a revista online privada kath.net, ele saudou a decisão da Congregação para a Doutrina da Fé contra a aprovação da Igreja de uma bênção para casais do mesmo sexo.
Spieker vive em Georgsmarienhütte, é casado e tem seis filhos.

## Honras e prêmios
- 2009: Cruz de Honra Austríaca para Ciência e Arte 1ª Classe[9]

## Publicações (seleção)
- Neomarxismus und Christentum: Zur Problematik des Dialogs. Ferdinand Schöningh, Paderborn 1974, ISBN 3-506-70207-6
- Grundwerte und Menschenbild. Adamas-Verlag, Köln 1979, ISBN 3-920007-54-9
- Die Demokratie kennt keine Nischen: christliche Positionen in der Politik. Bachem, Köln 1994, ISBN 3-7616-1228-1
- Kirche und Abtreibung in Deutschland. Ursachen und Verlauf eines Konfliktes. 2. erw. Aufl., Ferdinand Schöningh, Paderborn 2008, ISBN 3-506-78622-9
- Der verleugnete Rechtsstaat: Anmerkungen zur Kultur des Todes in Europa. 2. erw. Aufl., Ferdinand Schöningh, Paderborn 2011, ISBN 3-506-72949-7
- mit Christian Hillgruber, Klaus Ferdinand Gärditz: Die Würde des Embryos. Ethische und rechtliche Probleme der Präimplantationsdiagnostik und der embryonalen Stammzellforschung. Ferdinand Schöning, Paderborn 2012, ISBN 978-3-506-77649-5
- mit Lothar Roos, Werner Münch: Benedikt XVI. und die Weltbeziehung der Kirche. Ferdinand Schöningh, Paderborn 2015, ISBN 3-506-78243-6
- Gender-Mainstreaming in Deutschland. Ferdinand Schöningh, Paderborn 2015, ISBN 978-3-506-78396-7